# JA Armentières
Jeunesse Athletique Armentières là một đội bóng đá Pháp thành lập năm 1911. Họ có trụ sở tại Armentières, Pháp và hiện đang chơi ở Championnat de France Amateurs 2 bảng A, hạng thứ năm trong hệ thống giải bóng đá Pháp. Đội chơi ở Stade Léo Lagrange ở Armentières.
Từ năm 1996-2001, câu lạc bộ chơi ở giải hạng tư của bóng đá Pháp, Championnat de France Amateurs nhưng đã xuống hạng sau khi kết thúc vị trí thứ 16 trong bảng của họ.

## Đội hình hiện tại
| No. |        | Position | Player              |
| --- | ------ | -------- | ------------------- |
|     | France | GK       | Stéphane Galoo      |
|     | France | GK       | Sean Decoudun       |
|     | France | GK       | Loïc Bocquillon     |
|     | France | DF       | Julien Vanderhaeghe |
|     | France | DF       | Mathieu Vermeire    |
|     | France | DF       | Pierrick Degryse    |
|     | France | DF       | Cédric Leman        |
|     | France | DF       | Pierre Derville     |
|     | France | DF       | Loïc Leclercq       |
|     | France | MF       | Arnaud Demars       |
|     | France | MF       | Julien Toupet       |

| No. |                                  | Position | Player           |
| --- | -------------------------------- | -------- | ---------------- |
|     | France                           | MF       | Pierre Courouble |
|     | France                           | MF       | Yannick Maniez   |
|     | France                           | MF       | Mohamed Douichi  |
|     | France                           | MF       | Rabah Bouramoula |
|     | France                           | MF       | François Noclin  |
|     | France                           | MF       | Smaïl Bourouina  |
|     | France                           | FW       | Julien Delvoye   |
|     | France                           | FW       | Tarik Rajiallah  |
|     | France                           | FW       | Adnane N'Sangou  |
|     | Democratic Republic of the Congo | FW       | Dave M'Boungou   |
|     | France                           | FW       | Adnane N'Sangou  |